# (400011) 2006 JF81
(400011) 2006 JF81 es un asteroide perteneciente al cinturón de asteroides, descubierto el 6 de mayo de 2006 por el equipo del Mount Lemmon Survey desde el Observatorio del Monte Lemmon, Arizona, Estados Unidos.

## Designación y nombre
Designado provisionalmente como 2006 JF81.

## Características orbitales
2006 JF81 está situado a una distancia media del Sol de 2,446 ua, pudiendo alejarse hasta 2,935 ua y acercarse hasta 1,956 ua. Su excentricidad es 0,200 y la inclinación orbital 2,783 grados. Emplea 1397,34 días en completar una órbita alrededor del Sol.

## Características físicas
La magnitud absoluta de 2006 JF81 es 17,6.